# Der Staatsanwalt: Tödlich Wohnen
Tödlich Wohnen ist ein deutscher Fernsehfilm von Johannes Grieser aus dem Jahr 2019, der im Auftrag für das ZDF produziert wurde. Es handelt sich um den dritten in Spielfilmlänge entstandenen Fall der Fernsehkrimiserie Der Staatsanwalt, der die Auftaktfolge der 14. Staffel bildet.

## Handlung
Oberstaatsanwalt Bernd Reuther ermittelt im Mordfall der Anwältin Beate Schwartz, die tot in ihrer Kanzlei aufgefunden wird. Der Täter hatte sie mit Kabelbinder an ihren Schreibtischstuhl fixiert und ihr dann eine Plastiktüte über den Kopf gezogen, sodass sie erstickte. Ihre Schwester, Sabine Schott, hatte die Tote gefunden und sogleich die Polizei verständigt. Sie hält es für möglich, dass der Täter noch im Haus war, denn sie hatte das Zuschlagen einer Tür gehört. Da ihre Schwester selbst ein großes Mietshaus besaß, hatte sie auch vorwiegend Immobilienbesitzer und Spekulanten anwaltlich vertreten. Somit gab es sehr viele Leute, die sie deshalb nicht mochten. Sabine Schott kann sich an eine Frau erinnern, mit der ihre Schwester vor kurzem einen heftigen Streit hatte. Klar und Schubert finden einen Zeitungsartikel, in dem die Anwältin beschuldigt wird, die Mietpreise ihrer Wohnungen so drastisch erhöht zu haben, dass diverse Mieter ausziehen mussten, weil sie sich die Miete nicht mehr leisten konnten. Verfasserin dieses Artikels ist die Journalistin Johanna Plath, die Klar und Schubert sogleich aufsuchen. Einer dieser Mieter ist Tim Baumann. Er ist wegen eines Gewaltdeliktes aus der Vergangenheit aktenkundig und fatalerweise finden sich seine Fingerabdrücke auf der Tüte, mit der das Opfer erstickt wurde. Da aber die Tüte aus dem Sportgeschäft stammt, in dem Baumann arbeitet, ist dieser Beweis nicht verwertbar. Bei der Recherche, wer in letzter Zeit von Baumann bedient worden war, fällt ein junger Mann auf. Diesen Mann sieht Staatsanwalt Reuther, als er sich mit seinem Bekannten, dem Notar Wolfgang Esbach, in einem Café trifft, wo dieser ihm gerade von einem unseriösen Geschäft eines seiner Kunden berichten will. Als Esbach auf die Toilette muss, wird er von dem Mann kurz und gezielt so niedergeschlagen, dass er stirbt. Schon bei der Anwältin wurde ein gezielter Schlag gegen den Hals festgestellt, wie ihn nur ein professioneller Kampfsportler oder ein Mitglied einer Spezialeinheit durchführen kann. So sind sich Klar und Schubert darüber einig, dass sie es in beiden Mordfällen wohl mit demselben Täter zu tun haben.
Staatsanwalt Reuther recherchiert in der Immobilienbranche, um etwas zu finden, was auf das von Esbach angesprochene Geheimnis hinweisen könnte. Dabei stößt er auf ein dubioses Geschäftsgebaren: Beim Kauf von Immobilien werden den – meist älteren Hausbesitzern – in den Kaufverträgen die Immobilientilgung, Gebühren und Instandsetzungskosten mit angerechnet, sodass nach dem Verkauf den ehemaligen Eigentümern unter dem Strich fast nichts bleibt. Genau nach diesem Modell hatte auch Schwartz ihr Mietshaus erworben, weshalb Johanna Plath, die Enkelin der Verkäuferin, einen Feldzug gegen die Anwältin gestartet hatte. Plath weiß auch, dass die Immobilienfirmen oft mit Schwarzgeld ihrer Investoren arbeiten, was sie aber noch nicht ausreichend beweisen kann. Staatsanwalt Reuther bittet sie daher, bei ihren Recherchen vorsichtig zu sein. Er selbst nimmt als Erstes die Firma von Andreas Amlang unter die Lupe, da dieser schon seit Wochen übermäßiges Interesse am Kauf des Mietshauses von Beate Schwartz hatte. Klar und Schubert kontrollieren derweil alle Kampfsportschulen der Stadt, wo es ihnen gelingt, Deni Terloy ausfindig zu machen, auf den die Beschreibung des Täters zutrifft. Doch als sie ihn festnehmen wollen, ist er gerade selbst erstochen worden. Christian Schubert verfolgt den Täter; dieser schießt aber sofort und kann entkommen. Das alles sind für die Ermittler eindeutige Hinweise auf Auftragsmörder.
Da Amlang bereits einen ganzen Straßenzug besitzt und ihm nur noch die Immobilie von Beate Schwartz fehlt, konzentrieren sich die Mordermittlungen immer mehr auf ihn. Auch Johanna Plath recherchiert über ihn und macht den Fehler, ihn zu provozieren und Bruchstücke ihrer Arbeitsergebnisse zu verraten. Das meldet er weiter an seinen Auftraggeber Boris Welednitzkow, der sich um solche unbequemen Probleme kümmert und seinen Profikiller Wasilij Schischkin auf Plath ansetzt, der sie vor Reuthers Augen niedersticht. Der Notarzt übergibt dem Staatsanwalt das Handy der Getöteten, auf dem Reuther das belastende Telefonat gespeichert findet, das Amlang kurz nach ihrem Besuch mit Welednitzkow geführt hat. Ihre weiteren Recherchen belegen, dass für die Innenstadt ein Großprojekt geplant wird, bei dem Amlang die entsprechenden Grundstücke besitzt. Die Ermittler fragen sich nun, wer sein Geld jetzt schon in ein Bauprojekt steckt, für das es noch nicht einmal eine offizielle Zusage gibt. Reuther muss Welednitzkow aber nicht aus der Reserve locken, gegen ihn hat er genug Beweise. Dennoch provoziert er ihn, so dass er seinen Killer auf den Staatsanwalt hetzt, der bei diesem Einsatz von Schubert erschossen wird. Welednitzkow selbst kann Reuther zunächst nicht festnehmen, weil dieser plötzlich einen russischen Diplomatenpass vorweist. Durch Reuthers gute Beziehungen gelingt es ihm trotzdem, Welednitzkow wegen fünffachen Mordes festzunehmen: Beate Schwartz musste sterben, weil sie ihr Haus nicht verkaufen wollte. Esbach wurde getötet, als er mit dem Staatsanwalt über die Verstrickung seiner Frau in Welednitzkows Projekte reden wollte. Nachdem die Ermittler Deni Terloy auf die Spur gekommen waren, wurde auch dieser ermordet, und Johanna Plath war der Wahrheit zu nahe gekommen. Zuletzt hatte er auch noch Marion Esbach erschießen lassen, weil diese zu viel über ihn wusste und er befürchtete, auch sie könnte ihn bei Reuther verraten. Auch Amlang wird zur Rechenschaft gezogen, wegen Beihilfe zu Insolvenzstraftaten.

## Hintergrund
Der Staatsanwalt: Tödlich Wohnen wurde 2018 in Wiesbaden und Umgebung gedreht. Für den Film zeichnete die Odeon Film AG verantwortlich. Die Erstausstrahlung im Fernsehen erfolgte am 4. Januar 2019 im ZDF. Die Deutsche Online-Premiere erfolgte vorab am 28. Dezember 2018.
Es ist nach den ersten beiden Folgen Henkersmahlzeit und Glückskinder der dritte Film der Krimireihe, der in Spielfilmlänge produziert wurde.

## Rezeption

### Einschaltquote
Die Erstausstrahlung von Tödlich Wohnen am 4. Januar 2019 im ZDF erreichte 6,16 Millionen Zuschauer und einen Marktanteil von 20,0 Prozent.

### Kritik
Frank Jürgens von noz.de schrieb: „Freunde konventioneller Krimikost können sich in aller Regel auf die ZDF-Produktionen am Freitagabend verlassen. So bietet ‚Der Staatsanwalt‘ […] einen klassisch verzwickten Fall […], obwohl ein Täter relativ schnell auffliegt. Aber bei der Suche nach den Hintermännern kommt die Polizei, allen hintan der übermotivierte Kommissar Schubert, immer eine Nasenlänge zu spät. Dass dann auch noch gleich mehrere Tötungsdelikte quasi im Beisein des Staatsanwalts verübt werden, strapaziert zwar ein wenig die Glaubwürdigkeit. Aber der Spannung tut dies natürlich keinen Abbruch.“